# Waji
Waji (Nuristani), auch waj, vaj, vaji, wuj, wadzh, wanz, englisch Kafir harp, ist eine vier-, seltener fünfsaitige Bogenharfe der Nuristani, einer kleinen Ethnie in der ostafghanischen Provinz Nuristan und im angrenzenden pakistanischen Distrikt Chitral. Die heute kaum noch gespielte, in ihrer Bauform einzigartige waji stellt durch die Anordnung mehrerer paralleler Saiten eine der frühesten Entwicklungen aus dem Musikbogen dar und hat innerhalb der besonderen Musikkultur Nuristans als letzte Bogenharfe in Zentralasien überlebt. Instrumentenkundlich wird die waji noch den mehrsaitigen Musikbögen mit verbundenem Resonator zugeordnet. Die indischen Harfen kamen vermutlich mit der Ausbreitung des Buddhismus ab dem 3. Jahrhundert v. Chr. nach Afghanistan.

## Herkunft
Musikbögen sind die einfachsten und ältesten Saiteninstrumente. Sie bestehen aus einer oder selten mehreren, zwischen den beiden Enden eines elastischen Trägerstabes befestigten Saiten, durch deren Spannung der Stab gekrümmt wird. Zur Schallverstärkung dient beim Sonderfall des Mundbogens der Mundraum des Spielers, ansonsten ein am Saitenträger angebrachter Resonanzkörper. Bei den afrikanischen Musikbögen ist dies häufig eine Kalebasse.
In Mesopotamien ist das früheste Musikinstrument auf einer Tontafel der späten Uruk-Zeit Ende des 4. Jahrtausends abgebildet. Sie zeigt eine dreisaitige Harfe mit einem bootsförmigen Resonanzkörper am unteren Ende, von dem ein gebogener Saitenträger abgeht. Aus dem 26. Jahrhundert v. Chr. wurden Fragmente von Harfen und Leiern zusammen gefunden.
Die ältesten Harfen in Afrika sind Bogenharfen, die auf Wandmalereien in Grabkammern aus der altägyptischen 4. Dynastie um 2500 v. Chr. dargestellt sind; die aus Mesopotamien schon länger bekannte Winkelharfe kam ab dem 16. Jahrhundert v. Chr. im Mittleren Reich hinzu. Bogenharfen in Afrika werden heute noch in einigen Varianten in Uganda und der Zentralafrikanischen Republik gespielt. Die ennanga im Süden von Uganda, die adungu im Norden von Uganda und die kundi der Azande, die hauptsächlich im Norden des Kongo leben, sind Beispiele von Bogenharfen, die sich in der Form des Resonanzkörpers und der Art, wie der Saitenträger befestigt ist, unterscheiden. 
Die vedischen und nachvedischen Texte, in denen die im 1. Jahrtausend v. Chr. entwickelte altindische Gandharva-Musiktheorie zusammengefasst wurde, verwenden das Wort vina als Sammelbegriff für Saiteninstrumente. Ab dem 2. Jahrhundert v. Chr. haben sich Abbildungen von Bogenharfen an Steinreliefs buddhistischer Kultbauten (Stupas) erhalten, in den Brahmanas sind sie schriftlich bereits vor der Mitte des 1. Jahrtausends v. Chr. belegt. Ein Relieffragment im Gandhara-Stil am Stupa von Loriyan Tangai (bei Peschawar) aus dem 3. Jahrhundert zeigt ein harfenartiges Instrument, das große Ähnlichkeit mit der waji besitzt. In Südindien war die Bogenharfe yazh zur selben Zeit bis Ende des 1. Jahrtausends das hauptsächliche Saiteninstrument.
Die heute in der indischen Musik als vina bezeichneten Langhalslauten und Stabzithern mit Kalebassenresonatoren (rudra vina) entwickelten sich erst nach der Zeitenwende und wurden ab dem 6. Jahrhundert abgebildet. Etwa um dieselbe Zeit ging in Indien der Gebrauch der Bogenharfen zurück, einige ursprünglich wohl aus Indien stammende Harfenvarianten haben sich weiterhin in Zentralasien in regionalen Musikkulturen erhalten. Die abgesehen von der waji beinahe letzte noch verbliebene asiatische Bogenharfe ist das burmesische Nationalinstrument saung gauk. Ferner existiert noch bei den Karen im burmesisch-thailändischen Grenzgebiet die mit sechs Metallsaiten ausgestattete Bogenharfe na den. Mit ihr begleiten junge Männer Brautwerbelieder. Die na den wird auf eine ältere, heute verschwundene Bogenharfe der Mon mit mehr Saiten zurückgeführt.
Nicht mit der waji verwandt ist die in der georgischen Region Swanetien gespielte sechs- bis neunsaitige tschangi, die namentlich und nach der Bauart von der mittelalterlichen persischen Winkelharfe tschang abstammt. Dafür geht im zentralindischen Bundesstaat Madhya Pradesh am Ufer der Narmada beim Adivasi-Volk der Pardhan eine bin-baja genannte, fünfsaitige Bogenharfe, die gelegentlich anstelle der dreisaitigen Fiedel bana zur Gesangsbegleitung verwendet wird, auf dieselben Urformen zurück. Die Pardhan unterhalten als Musikerkaste die benachbarten Gond.
Dem Namen nach geht laut Christian Poché (2014) waji über wanj auf eine arabische Harfe zurück, die vom 7. bis zum 10. Jahrhundert in einigen literarischen Quellen wann genannt wird. Das aus dem Mittelpersischen stammende Wort wann kommt an einer Stelle im Werk des früharabischen Dichters al-Aʾshā (um 570 – 625) vor, zusammen mit mushtaq (chinesische Maultrommel), barbat (Laute) und sanj. Vermutlich bezeichneten wann, sanj und tschang identische oder zumindest ähnliche Harfen. Der Historiker at-Tabarī (839–923) erzählt, wann und sanj seien vom biblischen Tubal, dem Sohn Lamaks erfunden worden. In späteren arabischen Quellen steht sanj nicht mehr für „Harfe“, sondern für ein Perkussionsinstrument (zang). Während die Harfe, die nun bis zu ihrem Verschwinden tschang (jank) hieß, verschwand, hat sich ihre Bezeichnung als korrumpierte Form in Nurestan erhalten. Alastair Dick (2016) hält es für möglich, dass waji über das mittelalterliche Prakrit vajji vom altindischen Sanskrit-Wort vadya für „Musikinstrument“ abstammt.

## Bauform

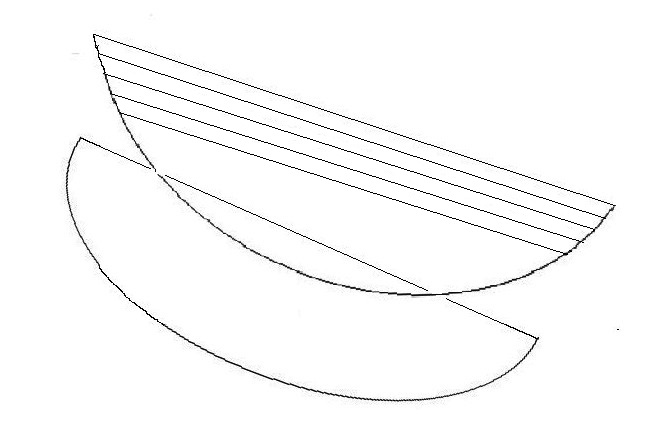
Vereinfachte Skizze mit Resonator unten und Saitenträger oben

Die waji stellt eine einzigartige Mischform aus ein- oder mehrsaitigem Musikbogen mit angehängtem Resonator und Bogenharfe mit Korpus, also mit integriertem Resonator dar. Sie bildet ein entwicklungsgeschichtlich sehr altes Bindeglied zwischen beiden Instrumentenklassen. Aus Afrika sind mehrsaitige Musikbögen bekannt, bei denen zwischen einem halbrund gebogenen Stab eine Schnur Z-förmig hin und her gespannt ist, sodass sich drei oder mehr unterschiedlich lange Saiten ergeben. Eine andere Weiterentwicklung zu einem mehrsaitigen Instrument ist der afrikanische Pluriarc mit bis zu acht gebogenen Saitenträgern für jeweils eine Saite. Der Korpus der waji besteht aus einem bootsförmigen, in der Mitte taillierten Block aus Zedernholz von etwa 40 bis 45 Zentimetern Länge, der bis auf einen schmalen Rand ausgehöhlt wurde. Eine übliche Breite beträgt 11 Zentimeter, bei einer Gesamthöhe des Instruments um 40 Zentimeter. Über den Kasten ist eine ungegerbte Ziegen- oder Kalbshaut gespannt. Durch Löcher an den Rändern gezogene und zur Unterseite geführte Hautstreifen bleibt die Hautdecke gespannt.
Der kreisbogenförmig gekrümmte Saitenträger besteht aus einem festen dunklen Holz. Etwas außerhalb seiner Mitte liegt er in Längsrichtung auf der Decke, mit der er durch einen weiteren breiten, darüber gespannten Hautstreifen fest verbunden ist. So entsteht ein Kontaktbereich zwischen Saitenträger und Resonator, wie er beim Musikbogen in weniger fester Form durch die Stimmschlinge erzeugt wird. Vier, bei größeren Instrumenten mit bis zu 60 Zentimetern Länge fünf Saiten, werden am unteren Ende in gleichmäßigen Abständen durch Bohrlöcher gesteckt und am Stab festgebunden. Am oberen Ende werden die Saiten um den Saitenträger gewickelt und durch dicke Kordeln in ihrer Lage gehalten. Wie bei der saung gauk erfolgt die Stimmung durch Verschieben der Kordeln. Die Saiten bestehen aus einer Tiersehne (Rind oder Rehwild).
Nach der Hornbostel-Sachs-Systematik gehört die waji zu den Musikbögen, denn die Saiten können ohne Einbeziehung des Resonanzkörpers zwischen den Enden des Saitenträgers gespannt werden und sie sind außerdem nicht direkt auf dessen Decke befestigt. Den Übergang zur Harfe erreicht die waji dadurch, dass der Saitenträger teilweise unter die Hautdecke in den Korpus eintaucht und so das untere Ende des Stabs die Position der Aufhängeleiste bei der Harfe einnimmt. Die Saiten sind wie bei einer Harfe einzeln in einer Ebene gespannt, während bei mehrsaitigen Musikbögen stets eine einzelne Schnur durchgeschlauft wird.
Die Stimmung der Saiten ist nicht einheitlich und richtet sich nach einer diatonischen Skala. Nach unterschiedlichen Angaben liegt ein Halbton über oder unter zwei Ganztönen. Der auf dem Boden oder einem Stuhl sitzende Spieler hält die waji (ebenso wie ein Parhan seine bin-baja) zwischen den Knien quer vor dem Körper, wobei er mit seinem linken angewinkelten Arm das Instrument umfasst. Die Saiten befinden sich in annähernd waagrechter Position und werden mit einem Plektrum aus Pinienholz in der rechten Hand von innen gezupft. Das Zupfen geschieht üblicherweise in einen Auf- und Abwärtsbewegung über alle Saiten (bei der Gitarre strumming). Saiten, die nicht erklingen sollen, werden mit den von der Außenseite greifenden Fingern der linken Hand gedämpft. Diese Spielweise ist seit der Antike bekannt und wird auch bei der äthiopischen Leier krar und der am Roten Meer verbreiteten Leier simsimiyya praktiziert. Zum Melodieton addiert sich so ein geräuschhaftes rhythmisches Muster.

## Kultureller Hintergrund und Spielweise
Die zwischen einer Handvoll und bis zu 400 Häusern großen Siedlungen in Nuristan liegen an terrassierten Steilhängen oder inmitten der (Weizen-)Felder in den Talsohlen. Die Passübergänge zwischen den Bergtälern sind oftmals Sprachgrenzen. Die Bewohner eines Gebiets können sich kaum mit ihren Nachbarn verständigen, falls nicht beide außer ihrer Muttersprache eine überregionale Sprache wie Persisch oder Paschtu beherrschen.
Die topographischen Gegebenheiten in Verbindung mit den abgeschottet voneinander lebenden Gemeinschaften haben zu unterschiedlichen lokalen Kulturformen geführt, folglich gibt es auch keine einheitliche nuristanische Musik. Gemeinsam ist den Nuristani, dass sie sich als Nachfahren der Armee Alexanders des Großen sehen. Ein weiteres gemeinsames Merkmal ist eine animistische Lokalreligion in Verbindung mit schamanischen Ritualen, die bis Ende des 19. Jahrhunderts praktiziert wurden und die für die muslimischen Ethnien der Umgebung die Nuristani als „primitive Wilde“ und „Götzenverehrer“ (kāfir) erscheinen ließ. So kam es zu der Fremdbezeichnung Kafiristan für das nuristanische Siedlungsgebiet; ein abwertender Begriff, der von den Briten des kolonialen Britisch-Indien übernommen wurde. Nach ihrer Unterwerfung durch den afghanischen Emir Abdur Rahman Khan 1896 wurde die Bevölkerung des vom Emir in Nuristan („Land der Erleuchtung“) umbenannten Gebietes nahezu vollständig islamisiert; bestimmte, mit der Religionsausübung verbundene Musikstile verschwanden zeitgleich mit dem Genuss von Wein. Erhalten blieben eine verfeinerte Holzschnitzkunst und eine ebenso hochstehende Tradition der Metallverarbeitung.
Die wichtigste Quelle zur vorislamischen Kultur ist das 1896 veröffentlichte Buch The Kafirs of the Hindu-Kush des britischen Kolonialbediensteten George Scott Robertson. Er beschreibt an einer Stelle einen Sänger, der einen monotonen Wechselgesang mit wenigen Silben zusammen mit einem anderen Mann vortrug und sich dazu variationslos, mit einem Plektrum über alle Saiten streichend auf seiner waji begleitete. Der zweite Sänger schlug dazu auf einer Holzschüssel den Rhythmus, zwei weitere Männer begannen einen immer schneller werdenden, lang andauernden Tanz. Das häufig vorkommende Wort „monoton“ bei der Beschreibung der Musik hängt auch mit der kolonialen Attitüde des damaligen Beobachters zusammen.
Tatsächlich kreisen die Melodien um wenige Töne und der Tonumfang beträgt kaum mehr als eine Quarte, der mehrstimmige Gesang stellt jedoch die einzige ausgeprägte Polyphonie Zentralasiens dar. Die von der Außenwelt isolierte Musikkultur kennt dreistimmige Gesänge, die von Männern und Frauen meist getrennt vorgetragen werden. Gesang und instrumentale Begleitung ergeben eine komplexe Schichtung der melodischen und rhythmischen Muster. Ein Lied kann mit zwei Gesangsstimmen beginnen, die vom ostinaten Muster der Harfe unterstützt werden, später erweitert durch einen Chor, der an einem Sekundenintervall festhält. Schließlich wird der Rhythmus der Gruppe durch synkopisches Händeklatschen durchkreuzt. Allgemein sind Dissonanzen charakteristisch. Metren sind 6/8, seltener 5/8 und 4/4. Im Waigal-Tal ist ein polyphoner Stil beheimatet, der auf dem Wechselgesang (Call and Response) von erster Stimme (mit-alol), zweiter Stimme (at-alol) und Chor basiert. Im Parun-Tal antwortet der Chor auf eine Solostimme mit einer längeren Melodiefolge. Manche der polyphonen Gesänge werden von einer waji oder einer saringi (der lokalen Form der sarangi) begleitet.
Während sich die Melodien der einzelnen Lieder recht ähnlich sind, beinhalten die Texte epische Heldengeschichten aus der langen Tradition. Ein Sänger begleitet sich auf einer waji oder auf der Zupflaute urba. Die waji war früher bei allen Altersgruppen beliebt und häufig im Freien meist solo oder zusammen mit der Rahmentrommel bumbuk zu hören. Sie kann auch mit der schmalen zweisaitigen Fiedel saringi zusammenspielen, deren Saiten nach der waji gestimmt und stets ohne Unterbrechung zusammen gestrichen werden. Die auf der waji gespielten Melodien im Waigali-Tal bestehen meist aus schrittweisen Tonfolgen zur höchsten oder zur tiefsten Saite.
Zu den traditionellen Glaubensvorstellungen der Nuristani gehörten neben zahlreichen Göttern und als hilfreich gedachten Berggeistern eine noch wesentlich größere Zahl an niederen böswilligen Geistern. Die männlichen sucha und die gefährlicheren weiblichen suchi zum Beispiel waren bei den Waigal und den Ashkun gefürchtet, weil sie Neugeborene stehlen und Besessenheit verursachen sollten. Die denik (auch denilo) waren hexenartige Dämonen, die als nackte Frauen in Erscheinung treten konnten. Auch sie stahlen Babys sowie Butterschmalz (Ghee). Um die denik zu identifizieren, trat ein mit magischen Fähigkeiten begabter Heiler in Aktion, der auf einer besonders gefertigten waji spielte. Ihr Korpus war mit einer Echsenhaut bespannt, gespielt wurde sie mit einem Vogelschnabel als Plektrum. Der Heiler nahm zum Spielen an einem Walnussbaum Platz, dem man die unteren Äste abgeschnitten hatte. Durch die Klänge hervorgelockt, erschien der denik als wild tanzende nackte Frau, die vergeblich versuchte, den Baum zu erklimmen. Auf solche Art bloßgestellt, verschwand der Geist aus dem Dorf.
Ab den 1960er Jahren begann eine Gruppe von Mullahs, die ihre islamische Ausbildung in einer Madrasa im Dorf Panjpir nahe der pakistanischen Stadt Mardan erhalten hatten und die deshalb Panjpiri genannt werden, in Nuristan ihren, mit den Zielen der indischen Deobandi verwandten „wahren Glauben“ fundamentalistischer Prägung zu propagieren. Sie verbannten traditionelle Feste, Musik und Tanz aus dem öffentlichen Alltag.
In den 1970er Jahren war eine allgemeine Tendenz zur Modernisierung zu beobachten. Holzskulpturen an Häusern fanden vermehrt ihren Weg auf den internationalen Kunstmarkt, geduldet von der durch einen Staatsstreich 1978 an die Macht gekommenen kommunistischen Regierung, gegen die bewaffnete Nuristanis einen erfolglosen Aufstand begonnen hatten. Die Taliban legten überdies in den 1990er Jahren das musikalische Leben des gesamten Landes lahm. Heute werden waji im westlichen Kunsthandel für etwa 1000 Euro angeboten.